# سپیچن
سپیچن (به لهستانی:  Spiczyn) یک روستا در لهستان است که در گمینا سپیچن واقع شده‌است.